# Туршич, Иван
Иван Иванович Туршич (серб. Иван Ивана Туршич, словен. Ivan Ivana Turšič; 28 сентября 1922, Ракек — 30 июля 1944, Локве) — югославский словенский военачальник, лидер партизанского антифашистского движения в Словении, подполковник НОАЮ, Народный герой Югославии. Известен под псевдонимом Исток.

## Биография
Родился 28 сентября 1922 в деревне Ракек близ Церкницы. Родители — богатые земледельцы. Окончив школу в родном селе, Иван продолжил работать на своём участке. По вероисповеданию был католиком, некоторое время состоял в христианской полувоенной организации «Фантовски одсек», однако довольно быстро её покинул.
После оккупации Югославии Иван вошёл в Освободительный фронт Словении. В течение зимы 1941/1942 годов он занимался налаживанием телефонной связи, закупкой оружия и боеприпасов, тайной перепиской и другими мероприятиями по подготовке к вооружённому выступлению. 13 марта 1942 вместе с группой молодых людей был зачислен в батальон имени Любомира Шерцера, из них была сформирована Раковская партизанская рота, которая прославилась в боях на линии Лож-Чабар.
Рота проявила себя 19 апреля 1942 на дороге Чабар-Презид на хорватской территории, организовав засаду и разгромив итальянский отряд. Уже в мае Раковская рота освободила огромную территорию и вошла в состав батальона имени Милоша Зиданшека из Нотраньского партизанского отряда. В июне Иван занял должность разведчика в батальоне, а вскоре был принят в Коммунистическую партию Югославии. Батальон Туршича стал одним из первых, кто попытался перейти итальянско-югославскую границу и тем самым усилить присутствие югославских партизан в Приморье. Однако после серии стычек с итальянцами и гибели командира Ковача батальон вернулся.
В конце августа был сформирован Лошский отряд из 2-го батальона, целью которого был переход к границе и встреча с батальоном имени Симона Грегорчича, который вёл борьбу в Приморье. В том отряде политруком 1-го батальона был именно Иван Туришич. В конце октября оба батальона встретились, и из них были сформирован Сочский отряд, в котором Иван Туришич стал политруком 3-го батальона. В середине февраля 1943 года отряд разделился на Североприморский и Южноприморский, в последнем Туршич стал политруком.
После основания партизанской бригады имени Симона Грегорчича её политруком стал Туршич. Бригада вместе с другой бригадой имени Ивана Градника во время битвы на Сутьеске совершила поход на Бенешскую Словению, где в схватке с итальянцами была наголову разбита. Остатки солдат месте с Иваном Туршичем отошли к Сочу. В конце июля из бригад был образован Приморский отряд, который возглавил Иван. После капитуляции Италии отряд снова разделился на Североприморский и Южноприморский, и Туршич возглавил последний отряд. В конце сентября 1943 года Иван Туршич возглавил новую бригаду имени Симон Грегорчича. В марте 1944 года стал начальником штаба 31-й словенской дивизии, а в конце мая возглавил 30-ю словенскую дивизию. 1 ноября 1943 Ивану присвоили звание майора.
В июле 1944 года во время немецкого наступления Иван был легко ранен, однако не выбыл из строя. 30 июля 1944, однако, во время преследования противника он натолкнулся в лесу на засаду неприятеля и был убит в схватке. Посмертно ему присвоили 1 сентября 1944 воинское звание подполковника, а указом Президиума Народной скупщины от 20 декабря 1951 Иван Туршич был награждён посмертно званием Народного героя Югославии. Также был награждён советским Орденом Красного знамени.